# Prezai vár
A prezai vár vagy Preza vára (albán Kalaja e Prezës) a 15. század során építtetett, majd többször átalakított erőd Közép-Albániában, a Gërdeci-dombságban, Preza mellett.

## Története
Marin Barleti 16. század eleji krónikája szerint az ókorban az illírek közé tartozó parthinok éltek ezen a vidéken, akik a mai Preza mellett erősséget is emeltek. Ezt a római hódítás után Iulius Caesar romboltatta le i. e. 48-ban. Ennek az ősi erődítésnek a helyén, a Tirana folyását kísérő dombok tetején épülhetett fel a 15. században a prezai vár. Kis mérete miatt és a közeli krujai, durrësi és petrelai fellegvárak árnyékában az elkövetkező századokban kiemelkedő stratégiai szerep nem jutott a várnak, elsődleges feladata a Szkutari, Kruja és Durazzo közötti útvonal ellenőrzése volt.
Pontos építési ideje, ahogy építtetője sem pontosan ismert. Annyit lehet tudni, hogy a 15. század elején a Topiák birtoka volt a vidék, és talán ők építtették az első középkori várat ezen a helyen. A falu mellett elhaladó Szkutari és Durazzo közötti út 1431 után készült el, egyes feltételezések szerint ezt követően kellett megépülnie a várnak is. Az építészeti stílus, különösen a tornyok kapunyílásainak kialakítása alapján nem zárható ki, hogy oszmán kéz munkája volt, és talán a Kasztrióta György albán fejedelem ellen küzdő II. Murád oszmán szultán építtette, miközben serege 1450-ben a közeli Kruja fellegvárát ostromolta.
1528 és 1547 között – jóval az albán vidék oszmán hódításának lezárulása után – a várat, különösen a várkapu környékén, átalakították. Az ekkori épületek egyikét később mecsetté alakították, amit egy külső lépcsősor segítségével a falu felől is el lehetett érni. Feltehetően a 19. század elején a vár egyik keleti tornyát óratoronnyá alakították, az 1850-ben itt járt Johann Georg von Hahn tudósított róla először mint „az elmúlt száz évben épült” szerkezetről. Idővel azonban a vár romlásnak indult, és bár 1914-ben hasznát vették a közép-albániai felkelők, 1920-ban pedig a központi kormány ellen fegyvert fogó eszadista lázadók, 1936 és 1938 között az albán kormányzat rekonstruálta az addigra meglehetősen romos épület nagy részét, beleértve a nyugati falat teljes hosszában és a ledőlt óratornyot. A második világháború végóráiban, 1944 szeptembere és októbere között a vár az Albán Kommunista Párt partizánjai ellen harcoló Abaz Kupi és fegyveresei támaszpontja volt. 1966-ban nagy szabású rekonstrukción esett át az épület.

## Leírása
A vár Fushë-Preza északi végében, kb. 250 méteres tengerszint feletti magasságban fekszik. Az ötszögletű alaprajzú, 80×50 méter átmérőjű területet közrefogó falak megmunkálatlan homokkő kövekből épültek, amelyeket a gyilokjáró alatt téglasorokkal díszítettek. Az öt sarokból négyet kör alaprajzú toronnyal erősítettek meg, a déli falon elhelyezett kaputorony pedig a 16. század folyamán egy kisebb külső védművel bővült, valamint belső részénél az őrség hálóhelyiségeit alakították ki. Később ez utóbbiból lett a vármecset, amely ily módon megszüntette a kaputorony eredeti funkcióját. Az ateista kampány idején, 1967-ben a minaretet lerombolták, és csak a vármecset 2014-es rekonstrukciója során építették újra. A vár egyik sarkában kávézót alakítottak ki, de mellette megtekinthető még az épület eredeti ciszternája.
A várhoz vezető út nyugati oldalán egy 18–19. században épült, valószínűleg egy korábbi bektási tekkéhez tartozó kőkupolás, oszmán stílusú kútház áll.
- A vármecset az egykori kaputorony helyén (2017)
- A várciszterna kútja (2013)
- A bektási kútház (2017)